# Trichoncus scrofa
Trichoncus scrofa är en spindelart som beskrevs av Simon 1884. Trichoncus scrofa ingår i släktet Trichoncus och familjen täckvävarspindlar. Inga underarter finns listade i Catalogue of Life.